# 敖德萨拱廊街
敖德萨拱廊街是乌克兰敖德萨市中心德里巴斯街的一个拱廊街和酒店。它共有4层，底层有许多精品店、餐馆等，2-4层开设酒店。敖德萨拱廊街建于19世纪末，曾是俄国南部最好的酒店，直到布里斯托尔酒店开业。
敖德萨拱廊街建筑的内外都装饰有许多雕塑，是敖德萨最美的市场。